# Raes van Heers

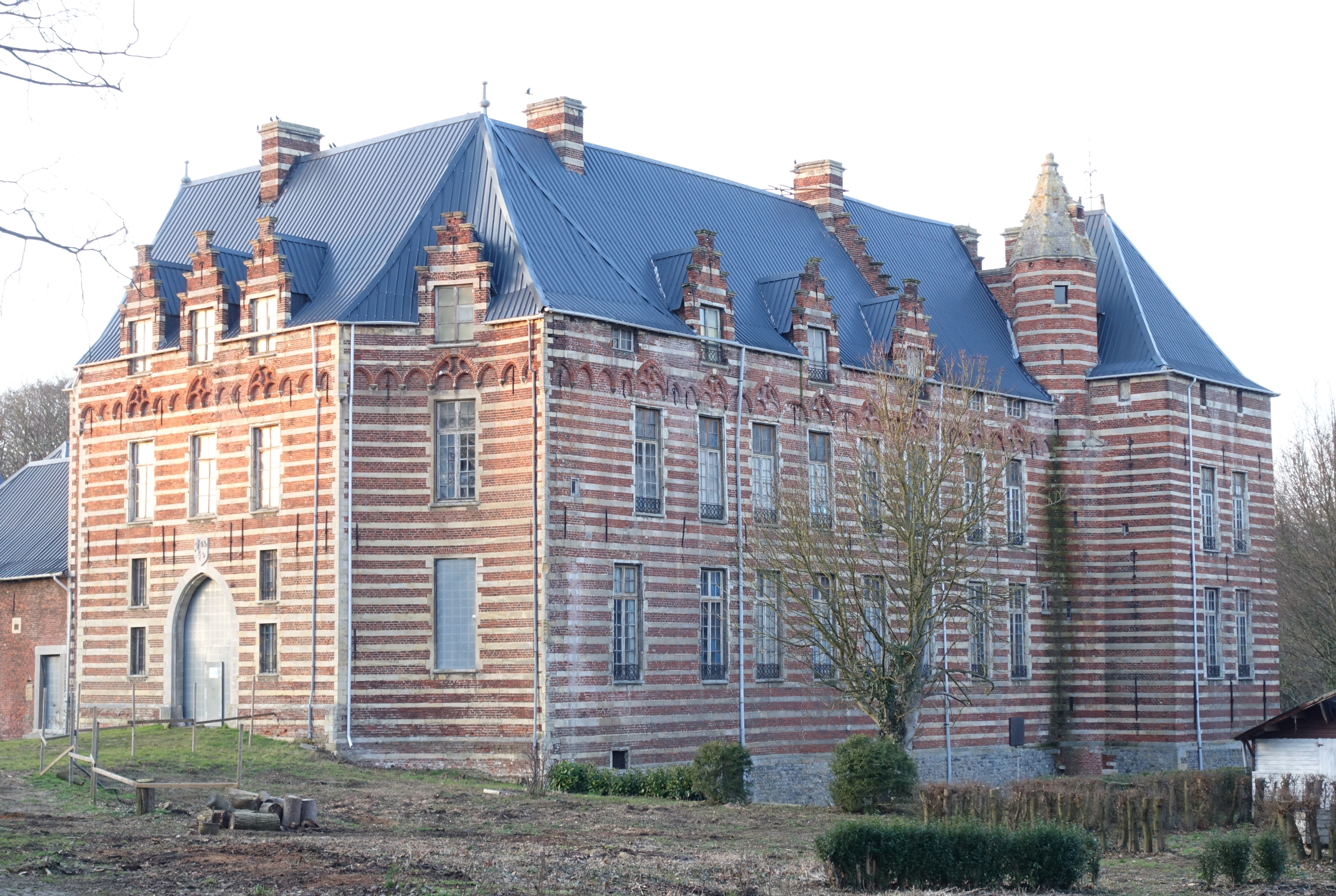
Het kasteel van Heers

Raes van Heers (Heers ± 1418  - 25 oktober 1477), heer van Heers, was een zoon van Karel van Rivieren, heer van Heers en Linter. Raes was getrouwd met Pentacosta van Grevenbroek.
Raes zou geld hebben gestolen van zijn vader en werd door hem verbannen. De prins-bisschop moest tussenkomen toen Raes het kasteel van zijn vader belegerde.
Raes was tijdens de Luikse Oorlogen aanvoerder van de troepen van de Luikse Staten in hun verzet tegen hun prins-bisschop Lodewijk van Bourbon, een beschermeling van Filips de Goede, hertog van Bourgondië. Raes sloot een overeenkomst af met Lodewijk XI van Frankrijk om in opstand te komen tegen de hertog.
In augustus 1465 plunderde hij de stad Herve maar werd op 20 oktober 1465 in de Slag bij Montenaken, aan het hoofd van 4000 soldaten, door troepen onder bevel van Karel de Stoute verslagen. In 1465 belegerde hij ook het kasteel van Valkenburg. In 1466 nam hij Sint-Truiden in nadat haar inwoners zijn domein en kasteel het jaar ervoor hadden verwoest.
Hij voerde een tijdlang gedeeltelijk ondergronds strijd tegen zijn opponent door het vormen van de Gezellen van de Groene Tent (tent=soort stof).
Op 28 oktober 1467 leed hij opnieuw een nederlaag tijdens de Slag bij Brustem, opnieuw tegen Karel de Stoute. In november 1467 sloeg hij op de vlucht naar Montjoie bij Huy om daar zijn tweede echtgenote, Pentacosta van Grevenbroek te vervoegen. Later vond hij met Pentacosta in Parijs onderdak bij de Franse koning.
Raes kreeg op 28 april 1477 zijn bezittingen terug, na ondertekening van een vredesakkoord tussen Bourgondië en het prinsbisdom en nadat Karel de Stoute was gesneuveld in Nancy. Het kasteel was intussen vervallen. De wederopbouw werd afgebroken door zijn dood in oktober 1477.
De herstellingswerken gingen verder onder toezicht van zijn weduwe om het kasteel het aanzicht te geven dat het tot op heden bewaard heeft.